# Presidente do Tajiquistão
O Presidente da República do Tajiquistão é chefe de Estado e o cargo mais alto do governo do Tajiquistão. O cargo foi criado em novembro de 1990, quando o país ainda era a República Socialista Soviética Tajique, integrante da União Soviética. O presidente é eleito por sufrágio universal direto para um mandato de sete anos.
O primeiro presidente do país foi Qahhor Mahkamov, que, à época, era o Primeiro Secretário do Partido Comunista do Tajiquistão e foi nomeado presidente da RSS Tajique em 1990. Mahkamov ocupava os dois cargos quando se viu obrigado a renunciar à presidência em agosto de 1991, devido ao aumento de sua impopularidade decorrente de sua declaração de apoio à tentativa de golpe de 1991 em Moscou, expresso em manifestações em Duxambé. Entre 1990 e 1992, o cargo de presidente foi ocupado por três pessoas distintas; tal instabilidade explicava-se pela incerteza política que se seguiu após a dissolução da União Soviética e pela violência e revoltas sociais durante a Guerra Civil do Tajiquistão. Desde 1992, Emomali Rahmon é o presidente do país. As eleições presidenciais no Tajiquistão são bastante criticadas por observadores internacionais, que denunciam constantes injustiças e favorecimentos ao partido de situação.

## Lista dos presidentes
A primeira coluna numera consecutivamente os indivíduos que ocuparam a presidência, enquanto a segunda coluna numera consecutivamente os mandatos ou governos presidenciais.
| I. №                                                                                             | M. №                                   | Nome (Nasc.–Falec.)                    | Retrato                                | Início do mandato                      | Fim do mandato                         | Partido                                |
| Presidente da República do Tajiquistão                                                           | Presidente da República do Tajiquistão | Presidente da República do Tajiquistão | Presidente da República do Tajiquistão | Presidente da República do Tajiquistão | Presidente da República do Tajiquistão | Presidente da República do Tajiquistão |
| ------------------------------------------------------------------------------------------------ | -------------------------------------- | -------------------------------------- | -------------------------------------- | -------------------------------------- | -------------------------------------- | -------------------------------------- |
| 1º                                                                                               | 1º                                     | Qahhor Mahkamov(1932–2016)             |                                        | 30 de novembro de 1990                 | 31 de agosto 1991                      | PCT/PCUS                               |
| Entre 31 de agosto e 23 de setembro de 1991, Qadriddin Aslonov atuou como presidente interino.   |                                        |                                        |                                        |                                        |                                        |                                        |
| 2º                                                                                               | 1º                                     | Rahmon Nabiyev(1930–1993)              |                                        | 23 de setembro de 1991                 | 6 de outubro de 1991                   | PCT/PCUS                               |
| Entre 6 de outubro e 2 de dezembro de 1991, Akbarsho Iskandrov atuou como presidente interino.   |                                        |                                        |                                        |                                        |                                        |                                        |
| 2º                                                                                               | 2º                                     | Rahmon Nabiyev(1930–1993)              |                                        | 2 de dezembro de 1991                  | 7 de setembro de 1992                  | PCT/PCUS                               |
| Entre 7 de setembro e 20 de novembro de 1992, Akbarsho Iskandrov atuou como presidente interino. |                                        |                                        |                                        |                                        |                                        |                                        |
| Presidente da Assembleia Suprema do Tajiquistão                                                  |                                        |                                        |                                        |                                        |                                        |                                        |
| —                                                                                                | —                                      | Emomali Rahmon(1952–)                  |                                        | 20 de novembro de 1992                 | 16 de novembro de 1994                 | Independente                           |
| Presidente da República do Tajiquistão                                                           |                                        |                                        |                                        |                                        |                                        |                                        |
| 3º                                                                                               | 1º                                     | Emomali Rahmon(1952–)                  |                                        | 6 de novembro de 1994                  | 6 de novembro de 1999                  | PDPT                                   |
| 3º                                                                                               | 2º                                     | Emomali Rahmon(1952–)                  | 6 de novembro de 1999                  | 6 de novembro de 2006                  |                                        | PDPT                                   |
| 3º                                                                                               | 3º                                     | Emomali Rahmon(1952–)                  | 6 de novembro de 2006                  | 6 de novembro de 2013                  |                                        | PDPT                                   |
| 3º                                                                                               | 4º                                     | Emomali Rahmon(1952–)                  | 6 de novembro de 2013                  | 11 de outubro de 2020                  |                                        | PDPT                                   |
| 3º                                                                                               | 5º                                     | Emomali Rahmon(1952–)                  | 11 de outubro de 2020                  | presente                               |                                        | PDPT                                   |